# Kościół Wniebowzięcia Najświętszej Maryi Panny w Zawichoście
Kościół Wniebowzięcia Najświętszej Maryi Panny w Zawichoście – rzymskokatolicki kościół parafialny znajdujący się w mieście Zawichost. Należy do dekanatu Zawichost diecezji sandomierskiej.

## Historia i architektura
Budowla została wzniesiona w II połowie XVII wieku, następnie została zniszczona w czasie wojny północnej. W latach 1738–1744 świątynia została odbudowana dzięki staraniom księdza Cypriana Lange i konsekrowana w 1744 roku. Na początku XIX wieku kościół był restaurowany. Podczas II wojny światowej, w dniu 28 lipca 1944 roku świątynia spłonęła. Następnie została odbudowana. W 1987 roku, w czasie urzędowania księdza Jerzego Siary kościół został odnowiony i odrestaurowany. Podczas wykonywania instalacji grzewczej, w krypcie świątyni został odsłonięty mur na planie półkola. W latach 1992–1993 w kościele badania wstępne prowadził historyk sztuki Wojciech Koziejowski, który stwierdził, że odkryty mur to pozostałość poprzedniej romańskiej budowli – apsyda zachowana w formie krypty.

## Galeria

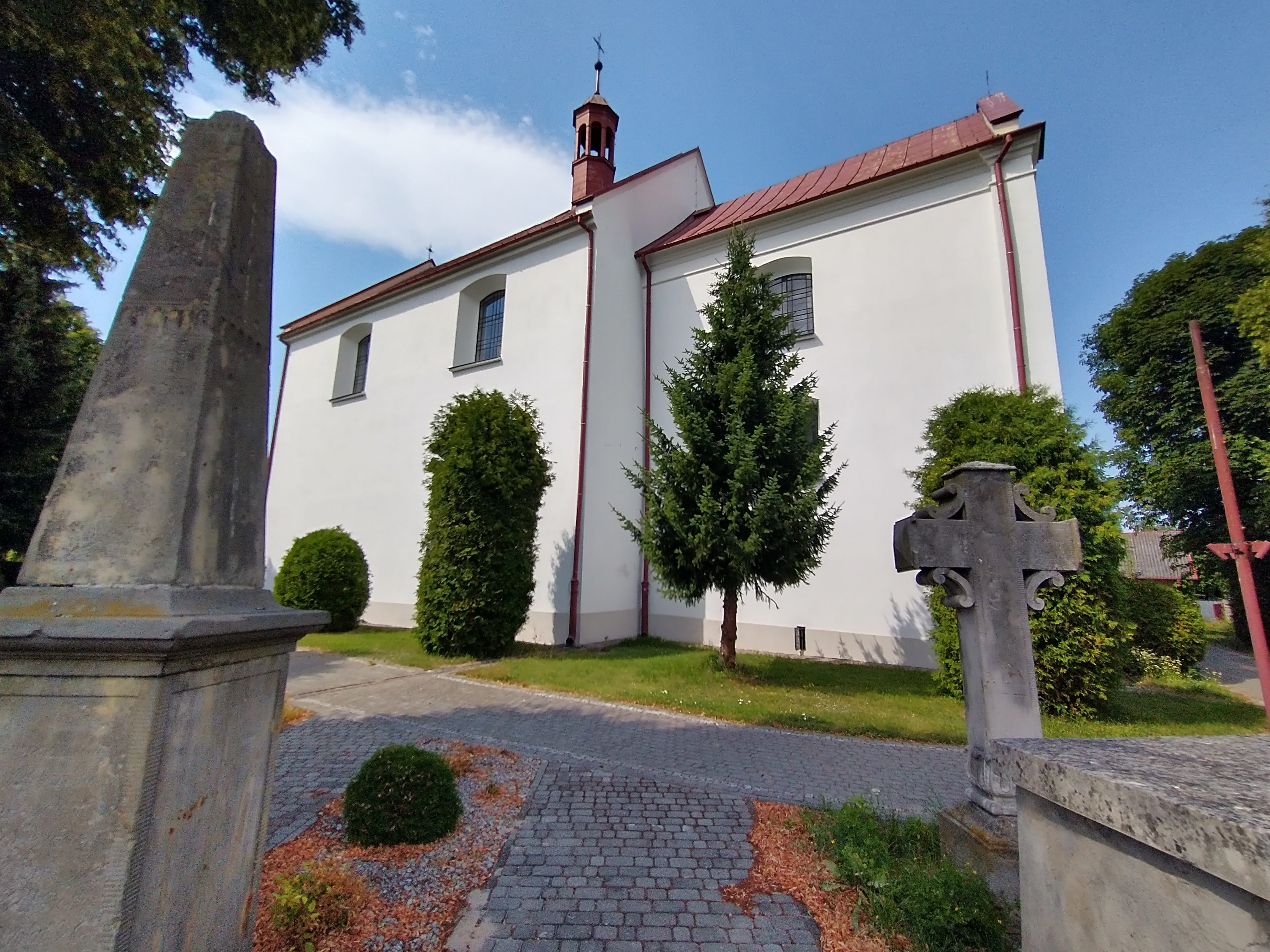
Widok boczny
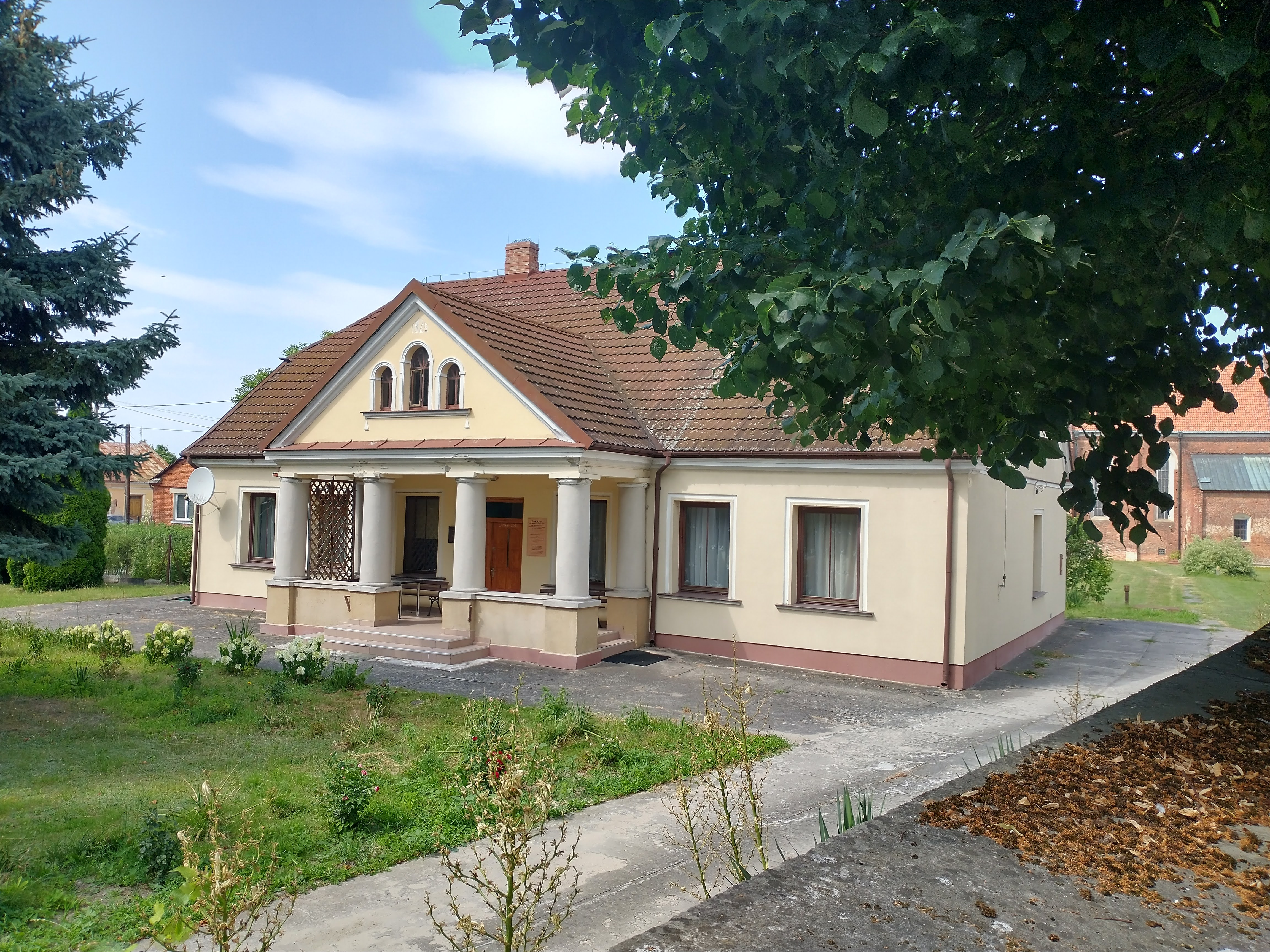
Plebania